# Fuselloviridae

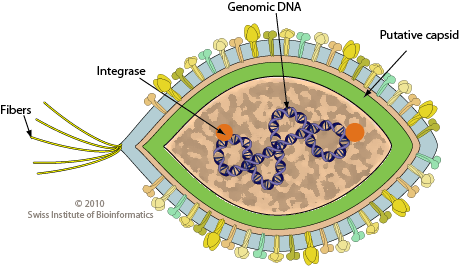
Representació d'un virus.

Els Fuselloviridae són una família de virus del tipus ADN bicatenari que infecten el gènere Sulfolobus dels organismes Archaea. Espècie tipus: Sulfolobus virus 1 (Sinònim: Sulfolobus shibatae bacteriophage SSV1. ICTV acrònim aprovat: SSV-1.)